# Prophecy (film 2024)
Prophecy è un film del 2025 diretto da Jacopo Rondinelli, tratto dall'omonimo manga di Tetsuya Tsutsui, di cui trasferisce la vicenda da Tokyo a Torino.

## Trama
Giona e Ade sono due giovani che hanno messo a punto un nuovo e rivoluzionario software chiamato Prophecy, la cui prerogativa è la capacità di prevedere l'andamento del mercato azionario. Decidono di proporre l'idea al famoso investitore Paolo Manfredi, ma il progetto non va in porto a causa del fallimento del software durante la prova della demo.
Sei mesi dopo, i due ragazzi si ritrovano a lavorare come fattorini di cibo d'asporto, quando Manfredi compare su tutti i giornali annunciando il lancio della nuova piattaforma Prophecy, che ha rubato ai due ragazzi qualche mese prima, spacciandola per una sua idea. Con l'aiuto di Ade, Giona, deciso a vendicare il loro lavoro, diventa Paperboy, un tizio con una maschera di giornale sul volto e voce camuffata, annunciando vendetta contro le ingiustizie del paese, in particolare contro Paolo Manfredi, che in quel momento sta per partire su un volo internazionale. Durante il suo tragitto in auto viene rapito dai due ragazzi e portato in un edificio abbandonato, dove in diretta rubano dal suo conto bancario oltre 300 000 €.
La polizia postale riesce a localizzare la posizione dell'avvenimento: i due giovani vanno nel panico ed Ade decide di trasferire tutti i soldi sui conti dei colleghi rider. Manfredi nota un particolare sul braccio di Giona e lo riconosce, riesce a liberarsi e fugge via correndo. I due ragazzi lo rincorrono, fino a quando Manfredi non scivola giù per una ripida rampa di scale sbattendo la testa. A quel punto Giona interrompe la diretta e insieme ad Ade esce dall'edificio, prima che la polizia giunga sul posto. Manfredi viene portato in ospedale ed entra in coma. Più tardi Giona ed Ade decidono di costituirsi, sperando in uno sconto di pena, ma vengono fermati da Tizio che li convince a continuare a lottare contro le ingiustizie del paese. A loro si aggiunge Grazia, anche lei lavoratrice nell'azienda di cibo d'asporto, che vuole vendicare la morte del suo amico rider Nelson.
Decisi a voler vendicare Nelson, i ragazzi costruiscono una base operativa, dove Ade, esperto hacker, riesce ad entrare nei server della polizia. Intanto Giona conosce l'ispettrice Erika Mari, che lo invita a cenare con lei a casa sua. I due iniziano a flirtare in modo che Giona possa avere la fiducia dell'ispettrice nel momento in cui riceve una telefonata di lavoro in cui le viene comunicato che Paperboy si è costituito. Erika corre in centrale, lasciando a casa da solo Giona che si mette a cercare il suo badge per accedere agli archivi. Arrivata in centrale, l'ispettrice Mari trova Tizio e capisce che si tratta solo di uno scherzo di cattivo gusto. I ragazzi sono pronti per iniziare il piano, e riuscendo ad entrare negli archivi di polizia, Giona inizia una nuova diretta da Paperboy, in cui annuncia che entro 72 ore verrà svelato un segreto di Stato che la polizia tiene nascosto. All'ispettrice Mari viene fatta vedere la foto del sospettato e capisce subito che si tratta di Giona. Il giovane intanto cerca di fuggire rincorso dagli agenti, Erika compresa.
Nel frattempo Grazia, travestita da Erika, riesce ad accedere al computer e rubare i dati e le informazioni al suo interno. Giona viene fermato da Erika, che lo accusa di aver finto sin dal primo momento. Giona viene arrestato e portato in carcere, mentre Manfredi viene accusato di appropriazione illecita del software Prophecy e truffa.

## Produzione
Il film è stato girato a Torino tra l'aprile e il maggio 2024.

## Distribuzione
Il film è stato presentato in anteprima mondiale il 3 novembre 2024 al Lucca Comics & Games, ed è stato distribuito nelle sale cinematografiche italiane da Nexo Digital dal 24 al 26 marzo 2025.